# Джордж Прека
Джордж Прека ( мальт. Ġorġ Preca  (12 лютого 1880 року — 26 липня 1962 року) — мальтійський католицький священик, засновник Товариства християнської доктрини, кармеліт третього ордену. Папа Римський Іван Павло II охрестив його «другим батьком Мальти за вірою».

## Біографія
Джордж Прека народився у Валлетті 12 лютого 1880 року в багатодітній родині Вінсента та Наталі Цераволо Прека. Його батько був одночасно купцем і санітарним інспектором. Джордж прийняв хрещення 17 лютого 1880 р. у церкві Богоматері Порто-Сальво. Прека був кволою дитиною через низку захворювань, які він мав. У 1885 році ледве не потонув у гавані.
У 1886 році сім'я переїхала до Чамруна. Перше причастя він прийняв у дитинстві, а потім конфірмацію 2 серпня 1888 р. у парафіяльній церкві Святого Каджетана від єпископа Антона Марії Бухагіара .
У 1897 році, прогулюючись вздовж садів Мальйо у Флоріані, Прека зустрів одного зі своїх професорів, отця Ерколе Момпалао, який заохочував його релігійне покликання. Прека навчався у державній школі на острові до того, як він розпочав навчання в священицтві. Він вивчав латинську та англійську мови, але також вивчав італійську і навіть отримав нагороду за почерк. Незадовго до рукопокладання Прека діагностували гострий туберкульоз легенів і дали поганий прогноз. Своє одужання він пояснив заступництвом святого Йосифа, покровителя вмираючого.
8 квітня 1905 року його сповідник Алойзій Галея помер, і Прека розповідав, що незабаром після того Галея з'явився йому і заохотив до священства. Отримав свячення 22 грудня 1906 року від єпископа П'єтро Пейс. Він був призначений помічником священика в Сент-Гаетано і відразу ж присвятив себе навчанню молоді.

## Товариство християнської доктрини
Він почав навчати католицького катехизису вздовж набережної. У лютому 1907 року влаштував духовну конференцію в церкві Та 'Нуццо; пізніше зустрічі відбулись на вулиці Фра Дієгу, 6. Це призвело до заснування нового релігійного руху 7 березня 1907 року в Чамруні на першому засіданні Товариства християнської доктрини.
Старше духовенство почало підозрювати, що стрімке зростання та популярність руху Прека може мати єретичні наслідки, тим більше, що в ньому брали участь дуже багато низькокваліфікованих та неосвічених людей. Генеральний вікарій, монарх Сальваторе Грех, у 1909 році видав наказ про закриття всіх «центрів Товариства». Протест інших парафіяльних священиків призвів до скасування наказу. У 1916 році єпископ Маурус Каруана відкрив розслідування. Це очистило рух від будь-якої негативної поведінки і відкрило шлях до церковного визнання Товариства християнської доктрини 12 квітня 1932 року.
Саме в розпал кризи Прека стверджував, що отримав потужний релігійний досвід в 1910 році. Одного ранку він побачив дванадцятирічного хлопчика, який штовхав візок і попросив допомогти. Прека допоміг йому, і, поклавши руки на візок, відчув глибокий духовний спокій. Тоді Прека зрозумів, що зазнав одкровення, оскільки хлопчик символізував Христа
Прека став кармелітом третього ордену 21 липня 1918 року. На парафіях Прека представляв п'єси Різдва Христового на Різдво; звичай, який зберігається донині майже у всіх парафіях Мальти.
У 50-х роках о. Прека сам відправив до Австралії шістьох членів Товариства для обслуговування мальтійців, які емігрували до Мельбурна. Станом на 2016 рік в шести країнах працювало 1200 членів.
Незважаючи на знання італійської та англійської мов, Прека викладав і писав мальтійською мовою, щоб усі могли зрозуміти. Він написав близько 150 буклетів, брошур та листівок. Для публікації та розповсюдження своїх творів він придбав друкарню і заснував у 1920-х роках одну з головних католицьких видавничих компаній на Мальті.
Протягом своєї пастирської місії він був популярним проповідником і сповідником. Прека був названий монсеньйором після того, як Папа Пій XII — 2 жовтня 1952 р. — назвав його таємним камергером, до великої смерті, і він тримав цей титул до смерті папи в 1958 р. Прека ніколи не носив одягу, передбаченого титулом, і не вимагав офіційного документа від архієпископської канцелярії.
Прека помер увечері 26 липня 1962 року. Його похорони 28 липня були одні з найбільших поховань, які коли-небудь проводились на Мальті, і єпископ Емануель Галея очолював це у церкві Святого Каджетана.

## Таємниці світла
У 1957 році Прека написав п'ять таємниць, які назвав «Таємницями Світла», які, на його думку, були натхнені Іоанном 8:12: «Світло світу». 
Це були:
- Після хрещення Ісуса Христа в Йордані його повели в пустелю.
- Ісус виявляє себе як справжнього Бога словом і чудесами.
- Ісус навчає блаженств на горі.
- Ісус преображується на горі.
- Ісус проводить свою Тайну вечерю з апостолами.

## Шанування

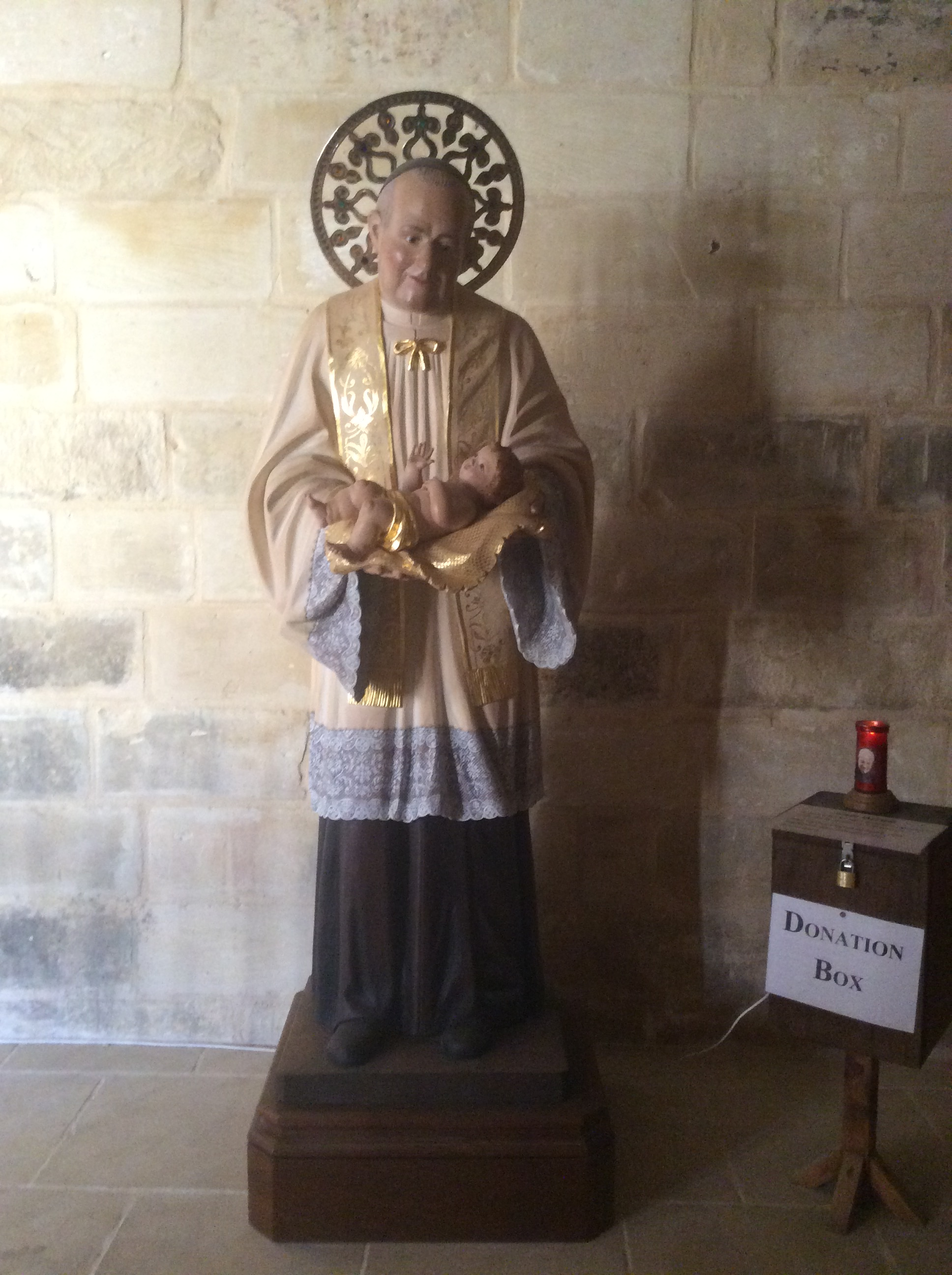
Статуя в маєтку Монте-Крісто в Хал-Фарруг в Луці.

### Преподобний
Пропозиція канонізації католицькою церквою була офіційно відкрита 13 березня 1975 року за папи Павла VI, коли Прека отримав титул «Слуга Божий». 1 червня 1999 року члени Конгрегації проголосували за схвалення підтвердження зразкового життя Преки. 28 червня 1999 р. Папа Римський Іоану Павло ІІ присвоїв Прека титул Преподобного

### Беатифікація
Для того, щоб Прека був беатифікований, в результаті його заступництва потрібно було отримати диво. Одне з таких чудес було досліджено, і воно отримало підтвердження від Конгрегації 21 листопада 1997 року, перш ніж комісія з семи призначених лікарів затвердила його 10 червня 1999 року, як це зробили шість богословів 22 жовтня 1999 року, а потім Конгрегація 11 січня 2000 року. 27 січня 2000 р. Папа Римський висловив свою думку, що це зцілення справді було чудом, і 9 березня 2001 р. під час візиту на Мальту Беатифікував Преку, і назвав його під час цього візиту «Другим апостолом Мальти» (Святий Павло є спочатку). Приписаним дивом було зцілення в лютому 1964 року Чарльза Замміта Ендріха, який страждав від відшарування сітківки в лівому оці. Розслідування встановило, що немає наукового пояснення зцілення, яке сталося після того, як Ендріч поклав одну з особистих речей Преки під подушку. Був присутній його особистий лікар Сенсу Табоне (пізніше президент Мальти).

### Священство
Щоб Прека став святим, потрібно було ще одне диво. Підходящий кандидат був знайдений у передбачуваному зціленні немовляти Еріка Катанії (р. 2002), який страждав на мікронодулярний інфантильний цироз із гострою декомпенсацією печінки на додаток до асциту та холестазу та гіпокоагуляції. Дитину перевели до лікарні Кінгс-коледж, найбільшого у світі та найпрофесійнішого дитячого печінкового центру. Лікарі були стурбовані ризиком відторгнення органів. Казали, що батьки немовляти надягли на немовля рукавичку, яку використовували під час ексгумації Преки; дитина одужала до такої міри, що лікарі сказали, що операція взагалі не потрібна. Богослови схвалили це також 30 жовтня 2006 року, як і Конгрегація 9 січня 2007 року. Папа Бенедикт XVI затвердив зцілення як диво 22 лютого 2007 року, яке відбулося внаслідок прямого заступництва Преки, а Прека був канонізований 3 червня 2007 року на площі Святого Петра після формалізації дати святкування в консисторії 23 лютого 2007 року об 11: 00:00. Канонізація закріпила Преку як другого мальтійського святого (святий Публій був першим), і у своїх висловлюваннях папа назвав Преку «другом Ісуса».
Статуя Преки була відкрита в церкві парафії Святого Каджетана в місті Чамрун на Мальті під час урочистої меси 17 грудня 2009 року.  Статуя була розміщена на тому самому місці, де Прека слухав зізнання. Біля статуї знаходиться також його реліквія із зразком крові. Бронзова статуя є роботою скульптора Джанні Боннічі і була зроблена в Каджаті в Пармі . 
Портретний бюст вшановує пам'ять Преки біля собору Святого Патріка в східному Мельбурні, Австралія.
 